# Amblycerus imperfectus
Amblycerus imperfectus là một loài bọ cánh cứng trong họ Bruchidae. Loài này được Kingsolver miêu tả khoa học năm 1980.